# Neustruppen

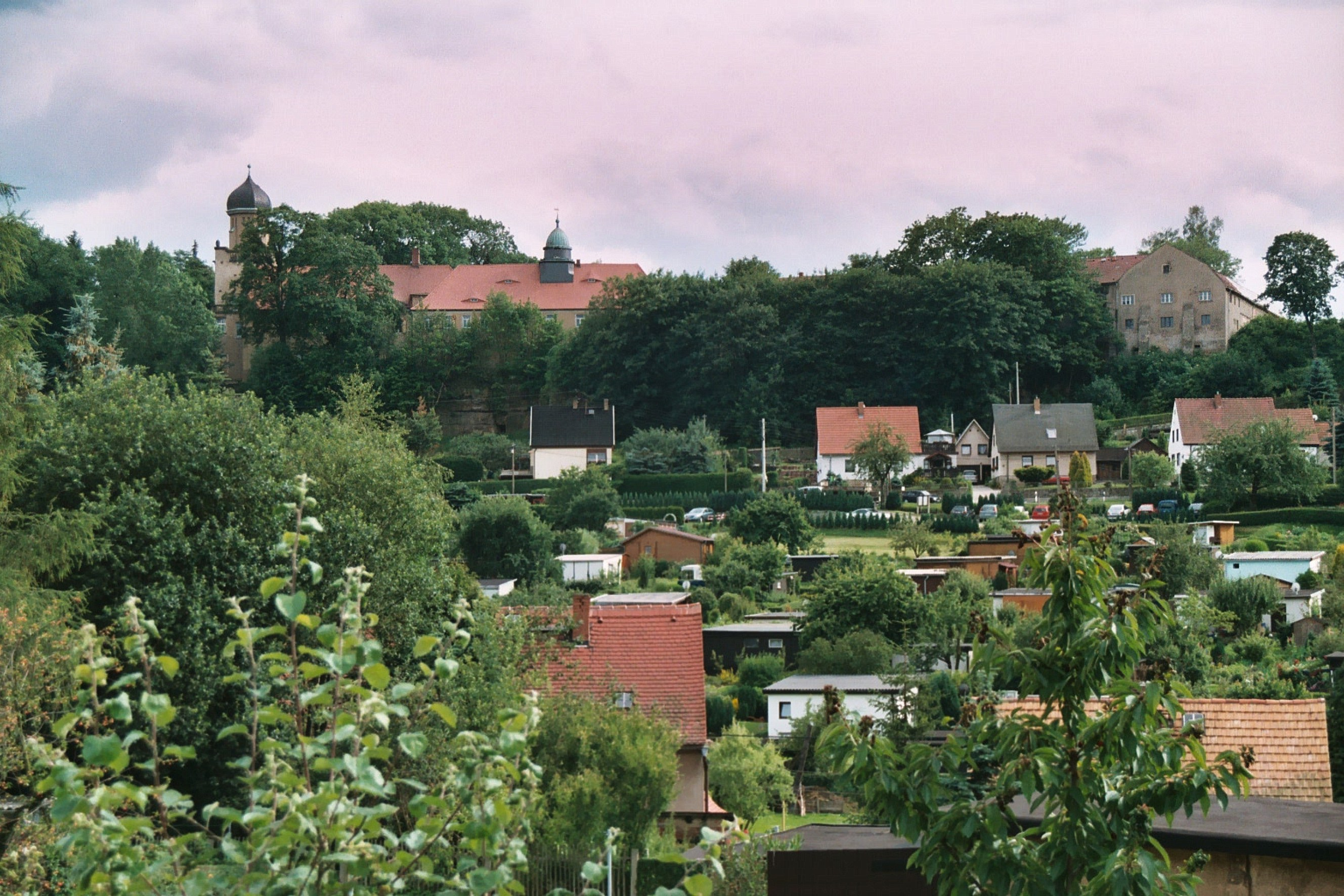
Blick über Struppen zum Schloss Neustruppen

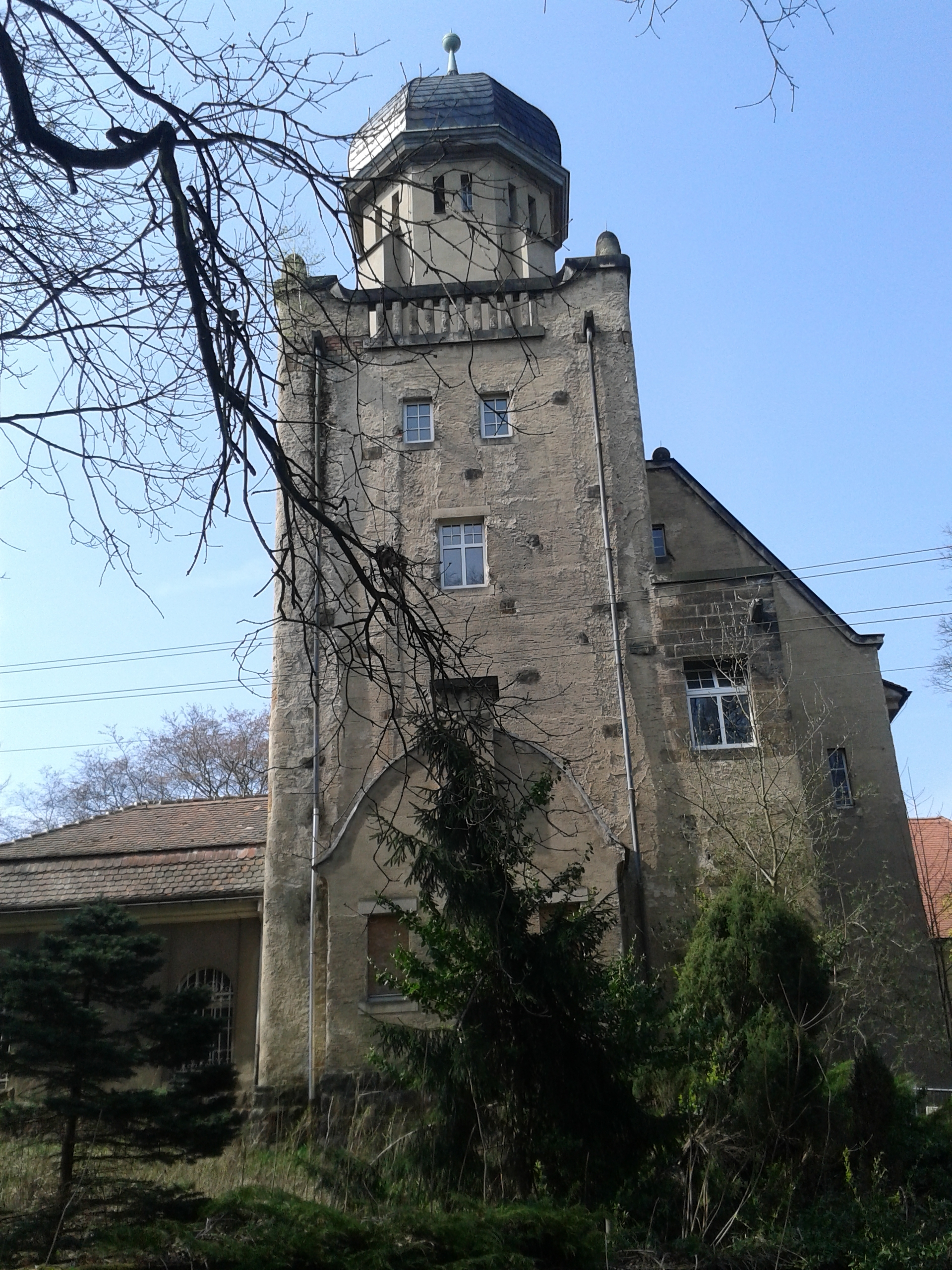
Turm des Schlosses Neustruppen

Neustruppen ist ein Ortsteil von Struppen im Landkreis Sächsische Schweiz-Osterzgebirge in Sachsen.

## Geographie
Neustruppen liegt südöstlich der sächsischen Landeshauptstadt Dresden in der Sächsischen Schweiz. Es befindet sich auf der Struppener bzw. Pirnaer Ebenheit zwischen dem Tal der Elbe im Nordosten und der Gottleuba im Südwesten. Dabei liegt es am Südrand der Senke des zur Elbe fließenden Struppenbachs. Die Fluren um Neustruppen, das in der Gemarkung Struppen liegt, werden größtenteils landwirtschaftlich genutzt. Nächste Orte sind Struppen unmittelbar nördlich und östlich, dessen Ortsteil Struppen-Siedlung im Südosten sowie der Pirnaer Stadtteil Krietzschwitz im Südwesten. Der größte Teil Neustruppens wird über die Südstraße erschlossen, die von Struppen nach Krietzschwitz führt. Ortsbildprägend ist das seit dem 18. Jahrhundert mehrfach ausgebaute Schloss Neustruppen.

## Geschichte
Sicher nachweisbar ist Neustruppen zwar erst im 17. Jahrhundert, doch bereits im 15. Jahrhundert wird ein Vorwerk in Struppen erwähnt, bei dem es sich Alfred Meiche zufolge nur um jenes in Neustruppen gehandelt haben kann. So wird 1438 Anna aus dem Adelsgeschlecht Oelsnitz mit dem Vorwerk „Stroppen“ belehnt, 1451 erhalten ihr Mann Friedrich und seine drei Söhne einen Lehnsbrief über „eyn forwerck zcu Struppyn“. Im Jahr 1657 wird Johann Siegmund von Liebenau mit dem „beym Dorfe Struppen aufn Berge liegenden Vorwerke“ belehnt, wozu damals auch eine Mühle und Beigüter im benachbarten Krietzschwitz gehörten. Ein „Vorwerk auf dem Berge“ findet sich im 17. und 18. Jahrhundert mehrfach in den Urkunden. Es gehörte damals zum Rittergut Langenhennersdorf und verwaltungsmäßig zum Amt Pirna.
Weitere Besitzer waren Angehörige der Familien Neitschütz und Zinzendorf; letztere trennten es 1708 von ihrem Rittergutsbesitz Langenhennersdorf ab und verkauften es. Neustruppen gehörte von 1739 bis 1746 Gottfried Heinrich Dinglinger, einem Verwandten Johann Melchior Dinglingers, und erhielt in dieser Zeit seine kanzleimäßige Schriftsässigkeit. Spätestens damit war aus dem einstigen Langenhennersdorfer Vorwerk ein eigenständiges Rittergut geworden. Im Jahre 1791 wird es als „Neustruppen“ bezeichnet – zur Abgrenzung vom benachbarten und wesentlich älteren Rittergut Kleinstruppen. Ende des 18. Jahrhunderts gehörte es dem Geschlecht Uechtritz, von 1831 bis 1836 dem damaligen Kleinstruppener Institutsvorsteher Heinrich August Blochmann. Das Zubehör Neustruppens bestand u. a. aus einer Mühle, der Bergschänke, mehreren Bauerngütern und Häusleranwesen. Im Lauf der Jahrhunderte lassen sich ca. 35 verschiedene Besitzer belegen.
Auf Grundlage der Landgemeindeordnung von 1838 hatte die Gutssiedlung Neustruppen mit ihrem verstreuten Häuslerabbau und einer 94 Hektar umfassenden Flur aus Gutsblöcken ihre Selbstständigkeit als Landgemeinde erlangt. Seit 1875 war der Ort Teil der Amtshauptmannschaft Pirna, die 1939 in Landkreis Pirna umbenannt wurde. Am 1. Februar 1918 wurde Kleinstruppen nach Struppen eingemeindet; seit ein Jahr später auch Neustruppen hinzukam, sind die zuvor jahrhundertelang getrennten Teile Struppens wieder vereint. Von 1952 bis 1994 gehörte Kleinstruppen als Teil Struppens dem Kreis Pirna an. Am 1. Februar 1919 wurde Neustruppen nach Struppen eingemeindet, wie bereits ein Jahr zuvor Kleinstruppen. Bereits zuvor waren Neustruppen und Kleinstruppen schulisch und kirchlich mit Struppen verbunden.
Nach dem Zweiten Weltkrieg diente das Schloss als Krankenhaus und Tuberkulose-Heilstätte, ab den 1970er Jahren als psychiatrisches Pflegeheim. Gegenwärtig (Stand: 2016) steht der Komplex teilweise leer.

## Einwohnerentwicklung
| Jahr | Einwohner                   |
| ---- | --------------------------- |
| 1764 | 2 besessene Mann, 7 Gärtner |
| 1803 | 113                         |
| 1820 | 140                         |
| 1834 | 171                         |
| 1871 | 227                         |
| 1890 | 260                         |
| 1910 | 206                         |